# Aeroporto di Chatanga
L'aeroporto di Chatanga è un aeroporto situato a 1 km a sud-est di Chatanga, nel Territorio di Krasnojarsk nella Siberia Centrale oltre il Circolo polare artico in Russia. L'aeroporto di Chatanga serve l'omonimo villaggio conosciuto come uno dei centri abitati più a nord nella Russia e nel mondo.

## Dati tecnici

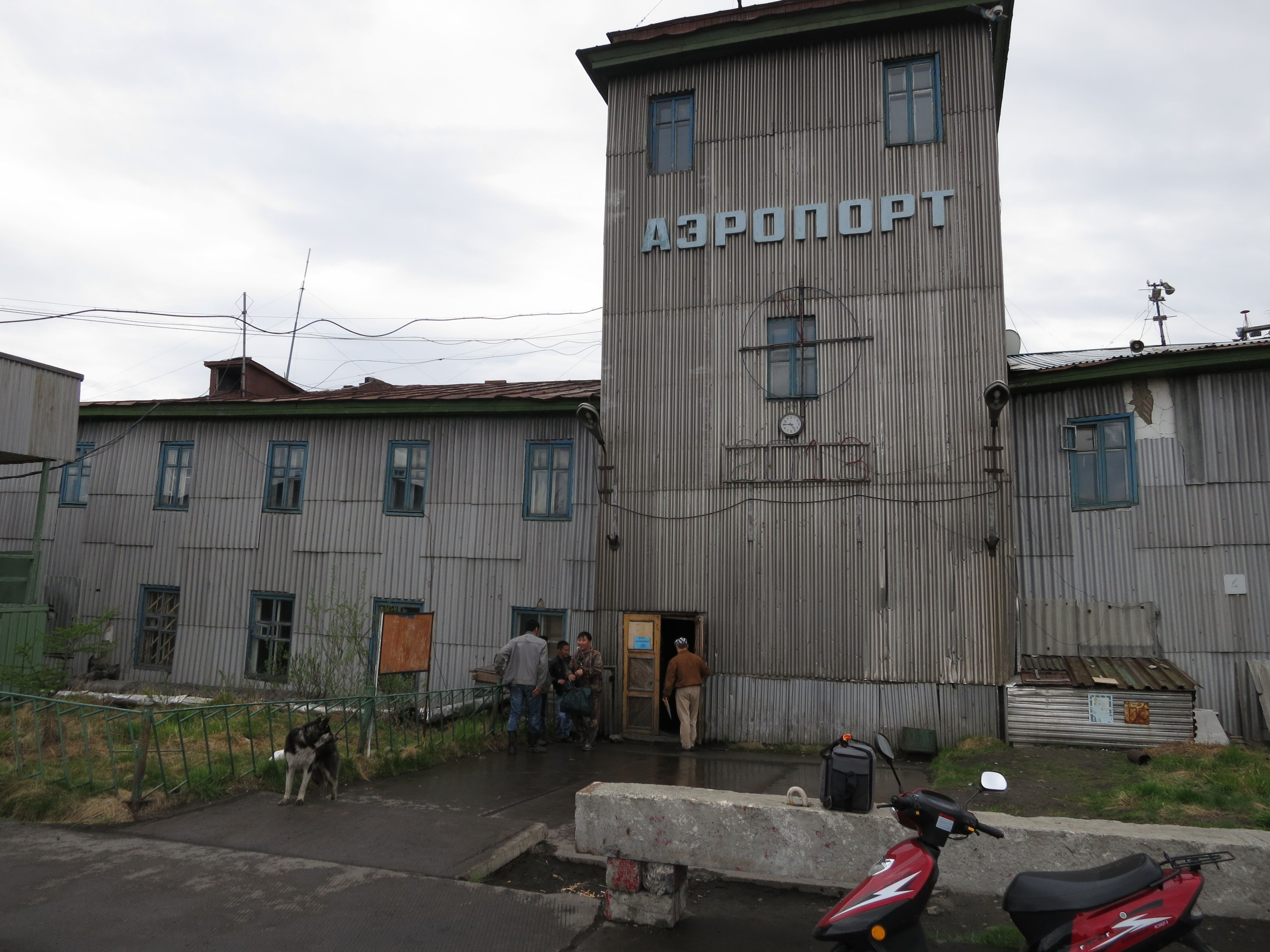
L'ingresso dell'aeroporto.

L'aeroporto di Chatanga dispone attualmente di una pista attiva di cemento armato di classe C di 2 506 m х 48 m col peso massimo al decollo di 200 t.
L'aeroporto è stato attrezzato per l'atterraggio/decollo dei seguenti tipi degli aerei: Ilyushin Il-76, Ilyushin Il-86, Tupolev Tu-154 e di tutti gli aerei di classe inferiore, inoltre, in casi d'emergenza all'aeroporto possono atterrare anche gli aerei Airbus A300, Airbus A310, Airbus A330, Boeing 757, Boeing 767, Boeing 777 come uno scalo d'emergenza ETOPS.
L'aeroporto è aperto 24 ore al giorno.
Il terminal aeroportuale dispone di un albergo per i passeggeri e per i piloti degli aerei.

## Scalo d'emergenza ETOPS
L'aeroporto di Chatanga è uno scalo d'emergenza (in inglese: diversion airport), per gli aerei bimotori (Airbus A300, Airbus A310, Airbus A330, Boeing 757, Boeing 767, Boeing 777, Gulfstream V G500/G550, Gulfstream IV G350/G450) che compiono le rotte transcontinentali transpolari № 3 e № 4 dall'Asia (Hong Kong, Nuova Delhi) per America del Nord (New York, Vancouver). Secondo la regola ETOPS in ogni momento del volo di un aereo bimotore nel raggio di 180-207 minuti devono essere gli aeroporti d'emergenza, gli aeroporti russi di Čul'man, Salechard, Noril'sk-Alykel', Pevek, Poljarnyj, Jakutsk, Mirnyj, Bratsk, Blagoveščensk, Irkutsk, Chatanga, Tiksi fanno parte degli aeroporti d'emergenza per soddisfare i requisiti ETOPS.